# Agent Null Null Nix
Agent Null Null Nix (Originaltitel: The Man Who Knew Too Little) ist eine US-amerikanische Filmkomödie von Jon Amiel aus dem Jahr 1997. Die Hauptrolle spielte Bill Murray. Die Handlung basiert auf dem Roman Der coolste Detektiv (Watch That Man) des Briten Robert Farrar.

## Handlung
Der Londoner Banker James Ritchie bekommt Besuch von seinem amerikanischen Bruder Wallace, ausgerechnet am Tage eines wichtigen Geschäftsessens. Ritchie bezahlt daher seinem Bruder eine Teilnahme an dem Theaterspiel Theatre Of Life, das in einer realen Umgebung gespielt wird. Die in das Theaterspiel integrierte Straßentelefonzelle wird gerade zu dem Zeitpunkt zur Durchgabe eines Auftragsmords genutzt, als Wallace an ihr darauf wartet, von den Theaterleuten Instruktionen zu bekommen. Überzeugt, dies sei Teil des Theaters, nimmt er die Rolle des Auftragskillers an und gerät in ein reales Terror-Komplott, welches das Wiederaufleben des Kalten Krieges anstrebt. Als er sein Opfer und vermeintliche weibliche Hauptrolle Lori trifft, ändert er jedoch das vermeintliche Drehbuch und arbeitet mit ihr zusammen. Die Hintermänner des geplanten Anschlags sind deshalb davon überzeugt, dass der ahnungslose Wallace eine reale Gefahr für ihren Plan ist, und versuchen ihn ihrerseits zu beseitigen. Dieser lässt keine Gelegenheit aus, seine Rolle mit zahlreichen Spionage-Klischees auszuschmücken. Durch diese gespielte Souveränität (und eine Reihe glücklicher Zufälle) übertrumpft er immer wieder seine Gegenspieler, die sich seiner scheinbaren Überlegenheit letztendlich unterwerfen.

## Kritiken
In der englischsprachigen Welt wurde der Film mit überwiegend negativen Kritiken bedacht. Nach Auswertung von 38 Kritiken weist Rotten Tomatoes eine Zustimmungsquote von lediglich 37 Prozent aus.
Roger Ebert schrieb in der Chicago Sun-Times vom 14. November 1997, witzig sei alleine der Titel des Films. Die Idee des Films sei nicht witzig.
James Berardinelli schrieb auf ReelViews, die Komödie würde nicht den Film Der Mann, der zuviel wußte parodieren, sondern die James-Bond-Filme. Er lobte die Darstellung von Richard Wilson und einige Szenen.
Das Lexikon des internationalen Films meinte: „Eine gewitzte, rasant erzählte Agentenfilm-Parodie, die eine Fülle von Gags und verfremdeten Genre-Zitaten aneinanderreiht und nicht zuletzt durch den überzeugenden Hauptdarsteller vergnüglich unterhält. (Die deutsche Fassung büßt durch zahlreiche aufgesetzte Albernheiten leider viel vom Witz des Originals ein.)“
Die Deutsche Film- und Medienbewertung FBW in Wiesbaden verlieh dem Film das Prädikat „wertvoll“.

## Trivia
Der Film startete am 14. November 1997 in den US-Kinos und konnte bei einem geschätzten Budget von 20 Mio. US-Dollar etwas mehr als 13 Mio. US-Dollar wieder einspielen. In Deutschland startete der Film am 14. Juni 1998 und wurde von 165.891 Kinobesuchern gesehen.
Die Gäste des Bruders scheinen deutsche Geschäftsleute zu sein, wie eine Präsentation an der Wand andeutet. In der deutschen Fassung werden sie aber als Holländer bezeichnet und mit einem holländischen Zungenschlag synchronisiert.
Der Auftragskiller in der letzten Szene des Films heißt Venkmann – eine Anspielung auf Bill Murrays  Rolle Dr. Peter Venkman in dem Film Ghostbusters – Die Geisterjäger.